# Still (singel TVXQ)
STILL – trzydziesty czwarty singel południowokoreańskiego zespołu TVXQ, wydany w Japonii 14 marca 2012 roku przez Avex Trax. Został wydany w trzech edycjach: regularnej CD, limitowanej CD+DVD oraz „Bigeast”. Osiągnął 1 pozycję w rankingu Oricon i pozostał na liście przez 10 tygodni, sprzedał się w nakładzie 160 791 egzemplarzy w Japonii. Singel zdobył status złotej płyty.

## Lista utworów

### CD
| CD | CD                                             | CD             | CD                                                             | CD                                                             | CD      |
| Nr | Tytuł utworu                                   | Tekst          | Kompozycja                                                     | Aranżacja                                                      | Długość |
| -- | ---------------------------------------------- | -------------- | -------------------------------------------------------------- | -------------------------------------------------------------- | ------- |
| 1. | „STILL”                                        | Shinjirō Inoue | Shinjirō Inoue                                                 | Shinjirō Inoue                                                 | 4:34    |
| 2. | „One More Thing”                               | H.U.B.         | her0ism, SHIROSE from WHITE JAM & SHIMADA from WHITE JAM BEATZ | her0ism, SHIROSE from WHITE JAM & SHIMADA from WHITE JAM BEATZ | 3:56    |
| 3. | „One More Thing -SAKURA Version-”              | H.U.B.         | her0ism, SHIROSE from WHITE JAM & SHIMADA from WHITE JAM BEATZ | Daisuke Kahara                                                 | 3:56    |
| 4. | „STILL” (Less Vocal)                           |                | Shinjirō Inoue                                                 | Shinjirō Inoue                                                 | 4:34    |
| 5. | „One More Thing -SAKURA Version-” (Less Vocal) |                | her0ism, SHIROSE from WHITE JAM & SHIMADA from WHITE JAM BEATZ | Daisuke Kahara                                                 | 3:56    |

### CD+DVD
| CD | CD                            | CD             | CD                                                             | CD                                                             | CD      |
| Nr | Tytuł utworu                  | Tekst          | Kompozycja                                                     | Aranżacja                                                      | Długość |
| -- | ----------------------------- | -------------- | -------------------------------------------------------------- | -------------------------------------------------------------- | ------- |
| 1. | „STILL”                       | Shinjirō Inoue | Shinjirō Inoue                                                 | Shinjirō Inoue                                                 | 4:34    |
| 2. | „One More Thing”              | H.U.B.         | her0ism, SHIROSE from WHITE JAM & SHIMADA from WHITE JAM BEATZ | her0ism, SHIROSE from WHITE JAM & SHIMADA from WHITE JAM BEATZ | 3:56    |
| 3. | „STILL” (Less Vocal)          |                | Shinjirō Inoue                                                 | Shinjirō Inoue                                                 | 4:34    |
| 4. | „One More Thing” (Less Vocal) |                | her0ism, SHIROSE from WHITE JAM & SHIMADA from WHITE JAM BEATZ | her0ism, SHIROSE from WHITE JAM & SHIMADA from WHITE JAM BEATZ | 3:56    |

| DVD | DVD                  | DVD     |
| Nr  | Tytuł utworu         | Długość |
| --- | -------------------- | ------- |
| 1.  | „STILL” (Video Clip) |         |
| 2.  | „Off Shot Movie”     |         |

## Notowania
| Lista                             | Pozycja |
| --------------------------------- | ------- |
| Oricon Weekly Singles Chart       | 1       |
| Oricon Yearly Singles Chart       | 48      |
| Billboard Japan Hot 100           | 1       |
| Billboard Japan Top Singles Sales | 1       |